# Ceratovacuna cerbera
Ceratovacuna cerbera är en insektsart som beskrevs av Aoki, Kurosu, Shin och Choe 1999. Ceratovacuna cerbera ingår i släktet Ceratovacuna och familjen långrörsbladlöss. Inga underarter finns listade i Catalogue of Life.